# 牙釉質
牙釉質（tooth enamel）也稱琺瑯質，是牙齒可見部分的最外層的組織並覆蓋了牙冠，是構成人類和許多其他動物（包括某些魚類）牙齒的四個主要組織之一；成熟的牙釉質96％由無機物構成，主成分是羥磷灰石（鈣和磷的一種晶体结构），其他為水及有機物。牙釉質雖然為哺乳動物體內最堅硬的組織，但是食物和飲料中的酸可以使之變得易於降解。
牙釉質內部並不具神經與血管。它的功用除了咬碎食物之外，也可以保護下層的牙本質，但它不會再生，因此當有蛀洞產生後不像哺乳動物的其他組織會自行修復。

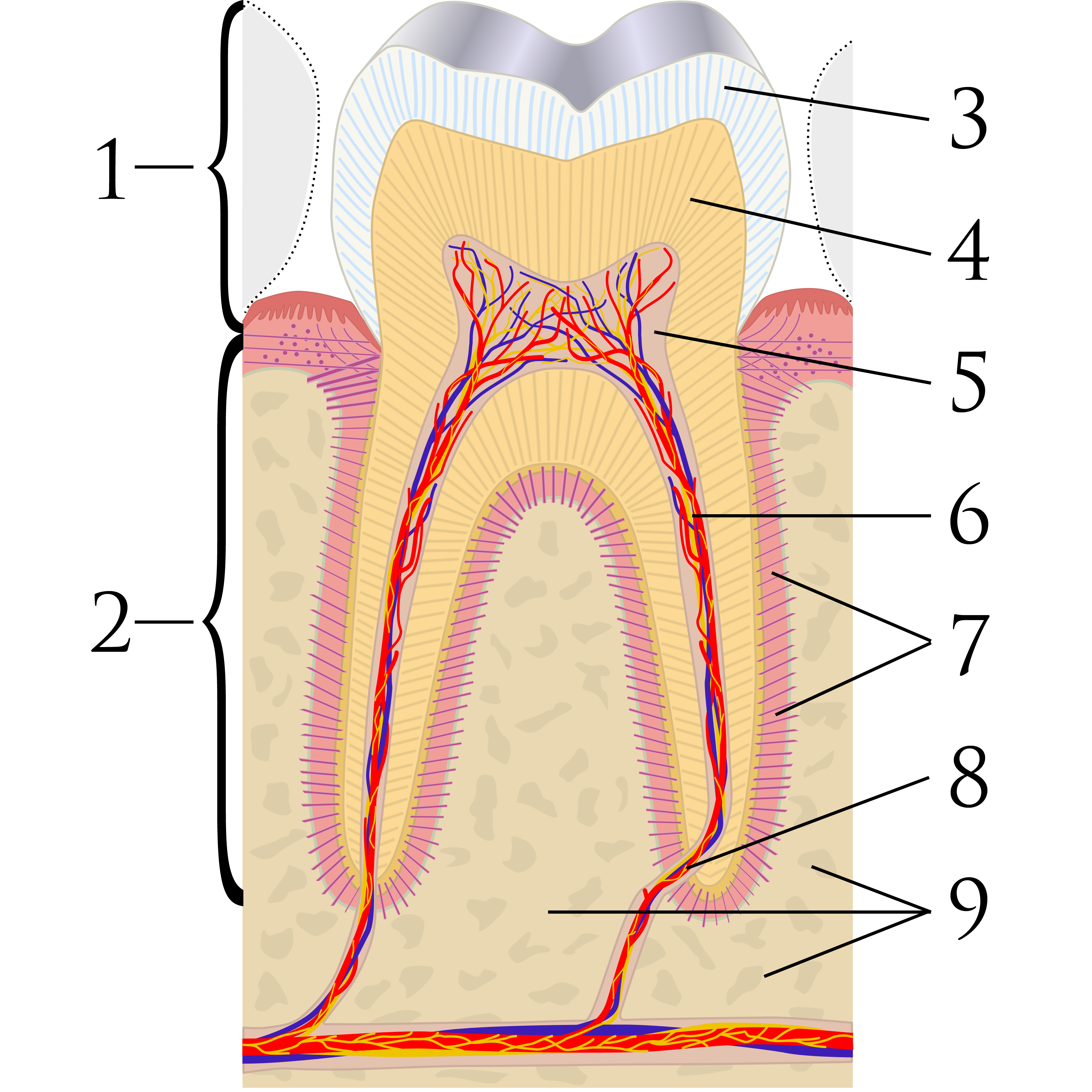
臼齿的矢状断面；
1：牙冠，2：牙根，
3：牙釉质，4：牙本质（齿质）和牙本质小管，
5：髓室，6：血管和神经，
7：牙周韧带，8：牙根尖和根尖周区，9：牙槽骨

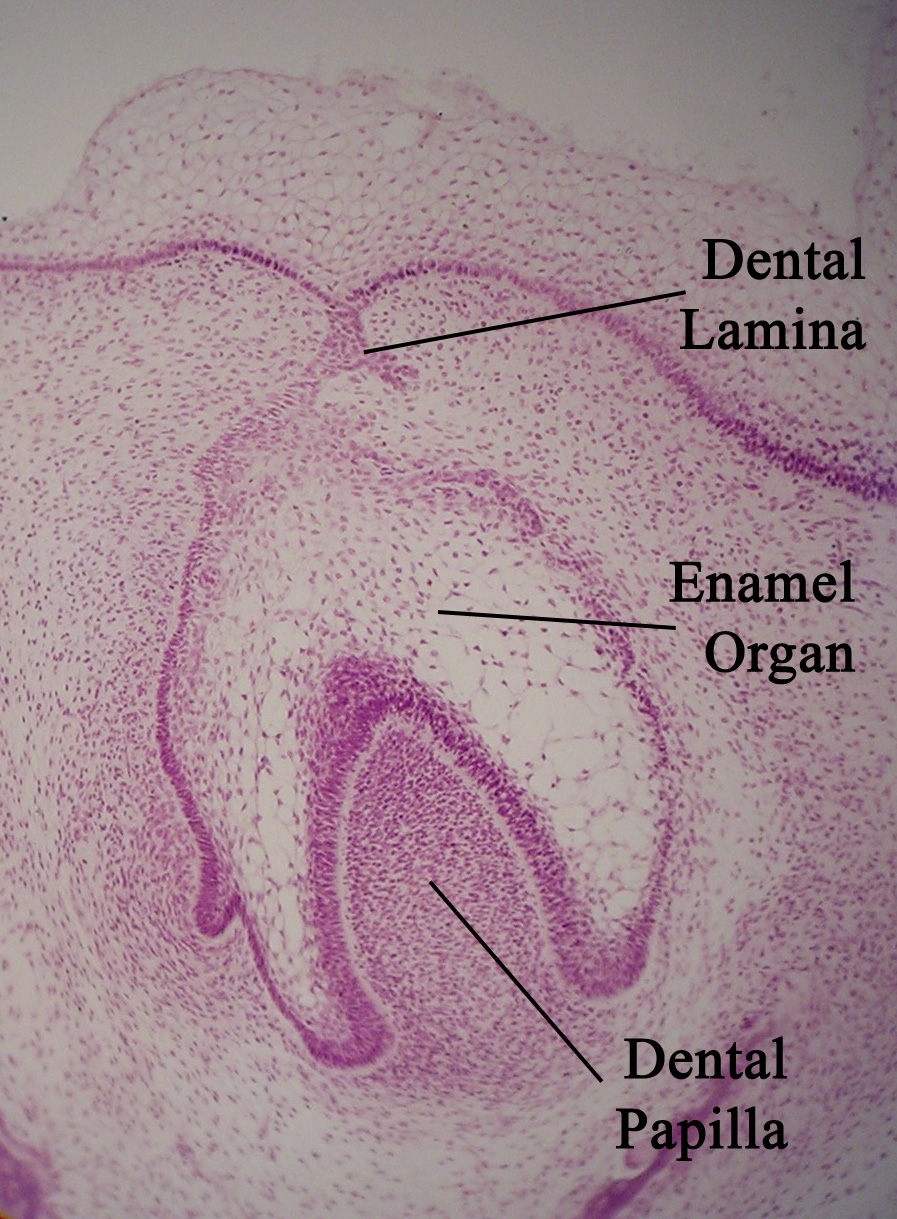
幻燈片顯示一個成長中的牙齒